# تبعیض اقتصادی
تبعیض اقتصادی (به انگلیسی:Economic discrimination) تبعیض مبتنی بر عوامل اقتصادی است. این عوامل می‌تواند شامل در دسترس بودن شغل، دستمزدها، قیمت‌ها و/یا در دسترس بودن کالاها و خدمات، و میزان سرمایه‌گذاری در دسترس اقلیت‌ها برای کسب و کار باشد. تبعیض اقتصادی می‌تواند شامل تبعیض علیه کارگران، مصرف‌کنندگان و مشاغل متعلق به اقلیت‌ها نیز باشد.
تبعیض اقتصادی با تبعیض قیمتی تفاوت دارد. تبعیض قیمتی رویه ای است که به موجب آن انحصارگران (و تا حدی انحصار چندتایی و رقبای انحصاری) قیمت‌های متفاوتی را از خریداران مختلف بر اساس تمایل آنها به پرداخت دریافت می‌کنند.

## علل و دلایل تبعیض اقتصادی
طیف گسترده‌ای از نظریه‌ها در مورد علل ریشه ای تبعیض اقتصادی وجود دارد. در جهان غرب تبعیض اقتصادی نسبت به بسیاری از انواع دیگر تبعیض منحصر به فرد است. سه علت اصلی وجود دارد که اکثر نظریه پردازان اقتصادی معتقدند که دلایل احتمالی ریشه ای تبعیض اقتصادی هستند.

### خصومت
نژادپرستی، تبعیض جنسیتی، سن گرایی، و نفرت از دین، قومیت یا ملیت دیگران، مانند سایر اشکال تبعیض، همواره از اجزای تبعیض اقتصادی بوده‌است.

### هزینه/درآمد
در برخورد با برخی از اقلیت‌ها، به ویژه در کشورهایی که به شدت تقسیم شده‌اند یا در کشورهایی که تبعیض قابل تحمل است، هزینه فرصت خاصی وجود دارد.
دومین دلیل رایج برای این نوع تبعیض زمانی است که کارگر یا مصرف‌کننده مقرون به صرفه نیست. به عنوان مثال، برخی از فروشگاه‌ها در شمال غربی ایالات متحده، علیرغم درخواست‌ها، غذاهای قومی و محلی را عرضه نمی‌کنند، زیرا احساس می‌کنند هزینه برای بازدهی سودی چنین محصولاتی بسیار بالاست.
علاوه بر این، بحث مهاجرت غیرقانونی در ایالات متحده منجر به امتناع برخی از مشاغل از استخدام چنین کارگرانی بر اساس احتمال بیشتر جریمه شدن و شکایت علیه آنها شده‌است.

### بهره‌وری
در برخی موارد، اقلیت‌ها صرفاً به این دلیل که انجام یک تلاش هماهنگ برای تخصیص عادلانه اقتصادی به اندازه کارآمد نمی‌باشد، مورد تبعیض قرار می‌گیرند. به عنوان مثال، در کشورهایی که اقلیت‌ها بخش بسیار کمی از جمعیت را تشکیل می‌دهند، یا به‌طور متوسط تحصیلات کمتری نسبت به میانگین جمعیت دارند، به ندرت تلاشی برای تمرکز بر ایجاد اشتغال در اقلیت‌ها وجود دارد.
طبق مطالعات اخیر، قانون فرصت‌های برابر اشتغال در ایالات متحده تقریباً این نوع منطق برای تبعیض را به هیچ کاهش داده‌است.
روابط بین نظریه اقتصادی، کارایی و تبعیض، یا «سلیقه‌های تبعیض آمیز» بسیار مشکل سازتر است.

### تاریخ/سنت
پایه‌ها و ریشه‌های تبعیض اقتصادی در تاریخ نهفته‌است. تبعیض اقلیت‌ها چرخه ای است که به دلیل دیدگاه‌های تاریخی و بقایای نسل‌های گذشته همچنان در سرتاسر جهان تکرار می‌شود.
تاریخچه برده داری اغلب به عنوان «گناه نخستین» آمریکا به دلیل ریشه‌دار کردن همه مشکلات نژادی معاصر شناخته می‌شود. در سال۲۰۲۰ میلادی، بودجه مدارس در مناطق سفیدپوست ۲۳ میلیارد دلار بیشتر از بودجه مدارس در مناطق سنتی آفریقایی-آمریکایی بود.
شکاف دستمزدی برای اقلیت‌ها را نیز در طول تاریخ می‌توان مشاهده کرد.

## اشکال تبعیض اقتصادی
انواع مختلفی از تبعیض اقتصادی وجود دارد. رایج‌ترین شکل تبعیض، نابرابری دستمزد و به دنبال آن شیوه‌های استخدام نابرابر است. اما تبعیض علیه مصرف‌کنندگان اقلیت و مشاغل اقلیت در تعدادی از زمینه‌ها و تبعیض مذهبی یا قومیتی در کشورهای خارج از ایالات متحده وجود دارد.

## تبعیض اقتصادی در سطح جهانی
تعداد فزاینده ای از اقتصاددانان و نظریه پردازان تجارت بین‌الملل پیشنهاد کرده‌اند که تبعیض اقتصادی بسیار فراتر از مرزهای افراد یا مشاغل است. بزرگ‌ترین اشکال تبعیض اقتصادی و گسترده‌ترین آنها، کل کشورها یا مناطق جهانی را تحت تأثیر قرار می‌دهد. بسیاری بر این باورند که یک نظام اقتصادی جهان باز (جهانی‌شدن) که شامل نهادهای جهانی مانند صندوق بین‌المللی پول (IMF)، بانک جهانی و بانک بین‌المللی بازسازی و توسعه (IBRD) است، کشورها را با اعمال تکنیک‌های تبعیض‌آمیز آشکار در معرض خطر قرار می‌دهد. سیاست‌های تجاری مانند توافقنامه تجارت آزاد آمریکای شمالی (نفتا) و موافقت‌نامه عمومی تعرفه و تجارت (GATT) اغلب به عنوان نسبت‌های مالی برای سرکوب اقتصادی کشورهای جهان سوم در نظر گرفته می‌شوند.
این سرکوب اقتصادی می‌تواند شامل موارد زیر باشد:
- شرایط نامطلوب برای حمایت پولی از موسسات بانکی جهان
- دیپلماسی اجباری برای جانشینی رهبران محلی، منطقه ای یا ملی به نفع کسانی که طبق خواسته سرمایه گذاران خارجی عمل می‌کنند[۱۴]
- افزایش قیمت برای تأمین ملزومات اولیه پزشکی برای کشورها بر اساس قومیت یا مذهبی
- امتناع از قراردادهای تجاری
- قراردادهای تجاری محدود کننده